# IRIS (tijdwaarnemingssysteem)
IRIS staat voor Integrated Regatta Information System, een wedstrijdmanagementsysteem dat primair gericht is op de roeisport. Oorspronkelijk is IRIS begonnen als een tijdwaarnemingssysteem, maar heeft in de loop der jaren haar functiepakket uitgebreid om elk administratief aspect van een roeiwedstrijd te ondersteunen.